# هایپ ویلیامز
هایپ ویلیامز (انگلیسی: Hype Williams؛ زادهٔ ۱۹۷۰-۰۷) یک کارگردان اهل ایالات متحده آمریکا است. وی از سال ۱۹۹۱ میلادی تاکنون مشغول فعالیت بوده‌است.